# Новомосковский административный округ
Новомоско́вский администрати́вный о́круг (НАО) — один из 12 административных округов города Москвы. Был образован 1 июля 2012 года в результате реализации проекта расширения территории города. Наряду с Троицким, один из двух (и более близкий из них к основной территории Москвы, смежный с ней) административных округов Новой Москвы.

## История

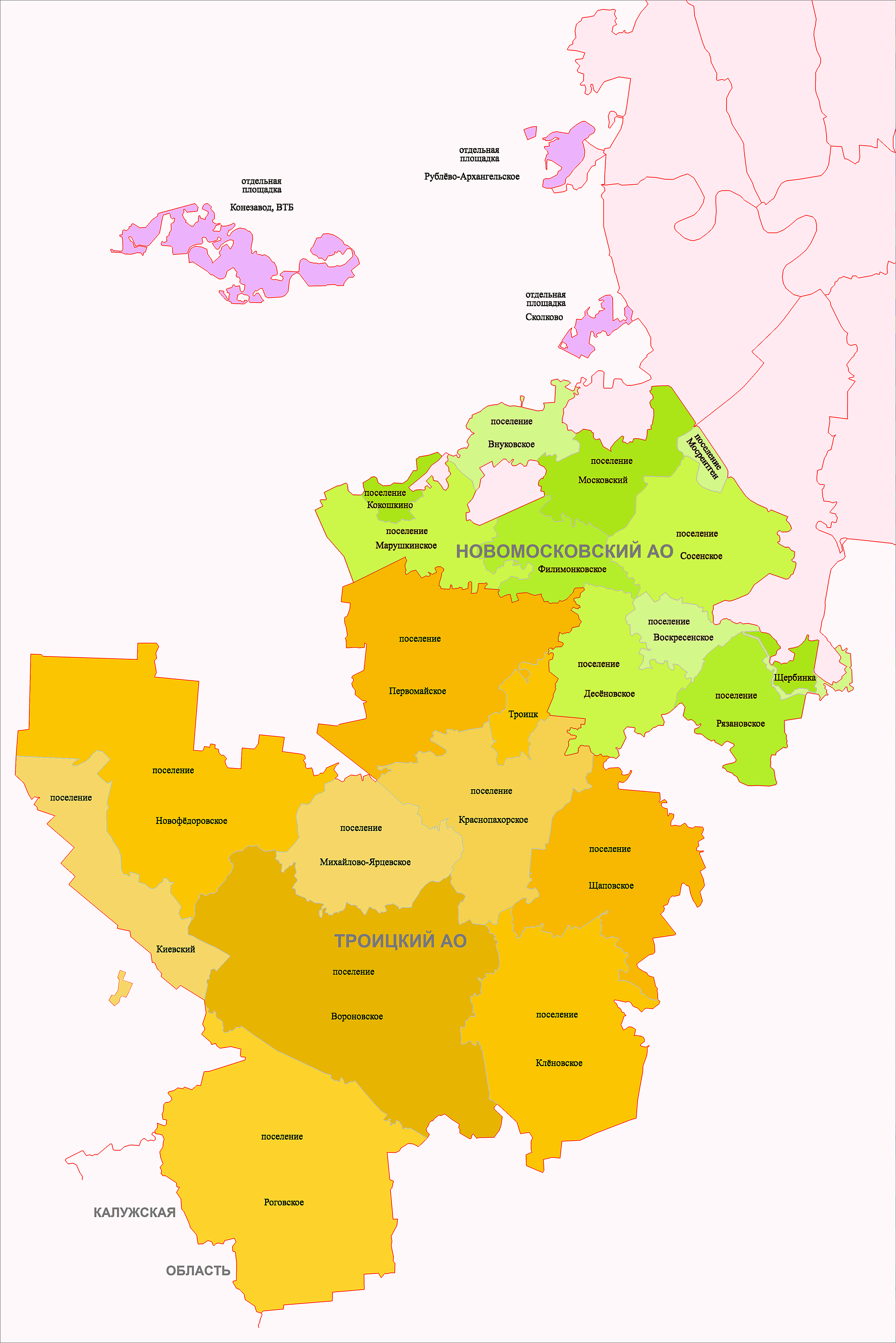
Административное деление Новой Москвы (2012—2024)

В 2012 — 2024 гг. в состав округа входили 11 поселений:
- Внуковское
- Воскресенское
- Десёновское
- Кокошкино
- Марушкинское
- Московский
- «Мосрентген»
- Рязановское
- Сосенское
- Филимонковское
- Щербинка

В 2024 году в результате преобразований количество поселений округа (и соответствующих им районов города) сокращено до четырёх: Внуково, Коммунарка, Филимонковский, Щербинка.

## Население
| 2013     | 2014     | 2015     | 2016     | 2017     | 2018     | 2019     | 2020     |
| -------- | -------- | -------- | -------- | -------- | -------- | -------- | -------- |
| 157 546  | ↗165 981 | ↗183 591 | ↗200 123 | ↗216 709 | ↗234 226 | ↗259 682 | ↗274 140 |
| 2021     | 2023     | 2024     |          |          |          |          |          |
| ↗470 141 | ↗528 621 | ↗541 242 |          |          |          |          |          |

Национальный состав
По итогам переписи населения 2020 года проживали следующие национальности (национальности менее 0,1 % и другое, см. в сноске к строке «Другие»):
| Национальность | Численность, чел. | Доля     |
| -------------- | ----------------- | -------- |
| Русские        | 334 092           | 71,06 %  |
| Армяне         | 5727              | 1,22 %   |
| Татары         | 4199              | 0,89 %   |
| Украинцы       | 2971              | 0,63 %   |
| Таджики        | 2245              | 0,48 %   |
| Азербайджанцы  | 2069              | 0,44 %   |
| Узбеки         | 1737              | 0,37 %   |
| Киргизы        | 1436              | 0,31 %   |
| Грузины        | 1314              | 0,28 %   |
| Чеченцы        | 1017              | 0,22 %   |
| Чуваши         | 911               | 0,19 %   |
| Белорусы       | 889               | 0,19 %   |
| Молдаване      | 777               | 0,17 %   |
| Калмыки        | 748               | 0,16 %   |
| Лезгины        | 585               | 0,12 %   |
| Корейцы        | 562               | 0,12 %   |
| Казахи         | 550               | 0,12 %   |
| Башкиры        | 518               | 0,11 %   |
| Аварцы         | 511               | 0,11 %   |
| Осетины        | 509               | 0,11 %   |
| Другие         | 106 774           | 22,70 %  |
| Итого          | 470 141           | 100,00 % |

## Состав административного округа

Административное деление Новой Москвы с 2024 года.

В Новомосковский административный округ в соответствии с распоряжением мэра Москвы входят следующие районы:
- Внуково
- Коммунарка
- Филимонковский
- Щербинка

## Администрация
На переходный период для Новомосковского административного округа создана общая с Троицким округом префектура, которую до 8 ноября 2013 года возглавлял бывший префект Юго-Западного административного округа Алексей Челышев.
Заместителями префекта в мае 2012 года назначены: Александр Фомишенко, Дмитрий Набокин и Людмила Концевая, ранее работавшие в ЮЗАО.
8 ноября 2013 года был назначен новый префект ТиНАО Дмитрий Владимирович Набокин.

## Транспорт

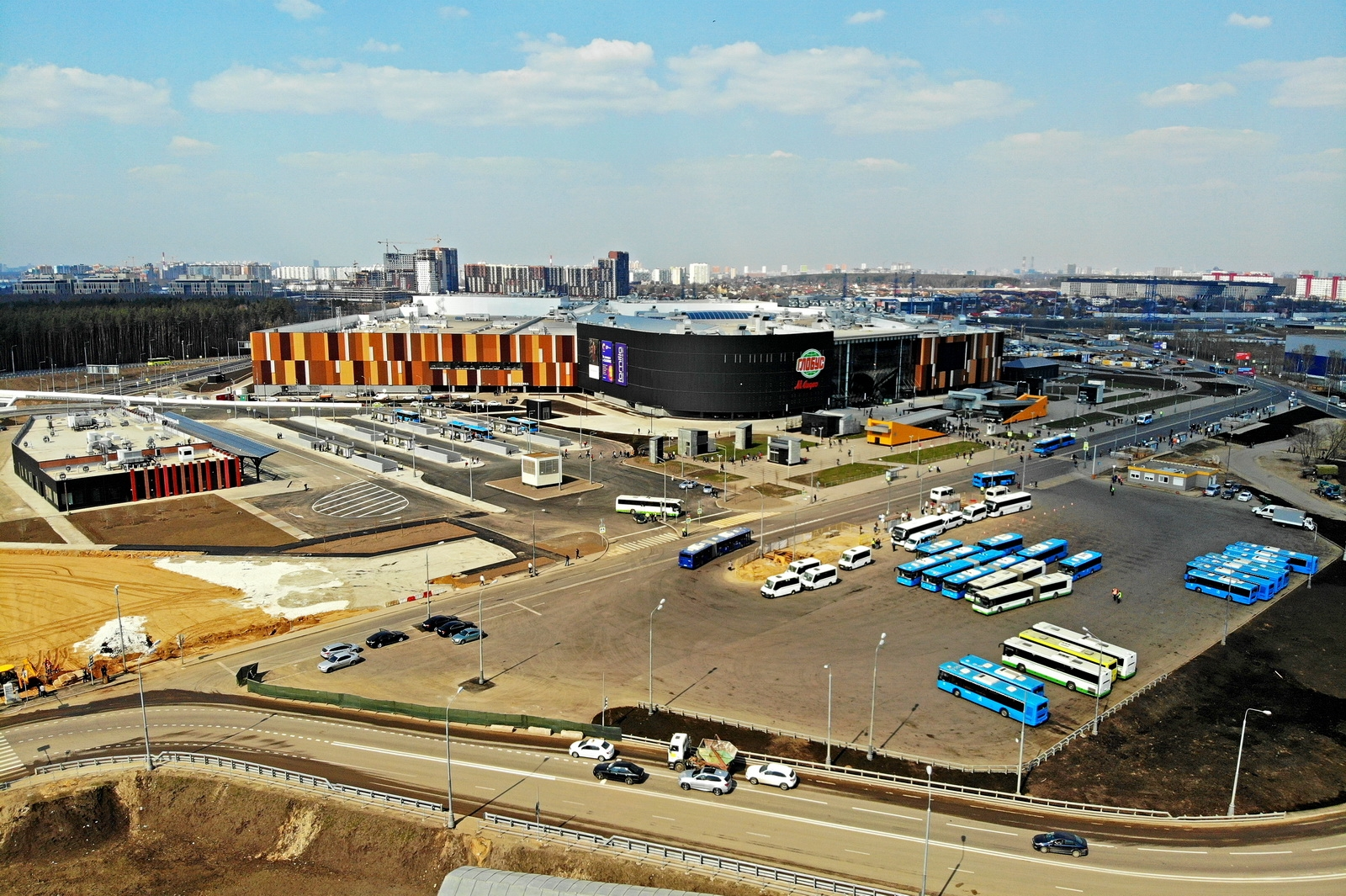
ТПУ «Саларьево»

Транспортное обеспечение округа осуществляется имевшимися и новыми маршрутами наземного городского транспорта, задействованием электропоездов на действующих железнодорожных линиях Курского направления (МЦД-2) Киевского направления Московской железной дороги (МЦД-4), продлением Сокольнической и Солнцевской линий метро, сооружением Троицкой линии и других новых участков Московского метрополитена.

### Наземный общественный транспорт
На территории округа находятся станции электропоездов Мичуринец, Внуково, Аэропорт Внуково, Толстопальцево, Кокошкино, Крёкшино Киевского направления. На электропоездах по-прежнему действует пригородный зонный тариф стоимости проезда по расстоянию. В 2019 году с запуском линии МЦД-2 станции Щербинка и Остафьево Курского направления вошли в центральную зону с интеграцией в городскую систему оплаты проезда. 
На территории округа все областные автобусные маршруты ГУП «Мострансавто» Московской области и частных перевозчиков были сохранены и перенумерованы из внутрирайонных нумераций на московскую (у некоторых добавилось число 10 в начале, некоторые сменили номер полностью). Часть из них осталась на обслуживании ГУП «Мострансавто» и частных перевозчиков. Часть маршрутов, ставших внутригородскими, была передана ГУП Москвы «Мосгортранс» без изменения нумерации. Были введены несколько новых маршрутов, которые сначала обслуживались частными перевозчиками ООО «ГЕПАРТ» и ООО «Бетта-Автотранс», а вскоре перешли ГУП «Мосгортранс». С августа 2013 года на маршрутах ГУП «Мосгортранс» зонный тариф по расстоянию отменён и (в отличие от Троицкого административного округа Новой Москвы) Новомосковский округ попал в зону А (наряду с основной территорией Москвы, районами Зеленоград и Конезавод, ВТБ) с московской стоимостью проезда и действием проездных билетов Москвы «Единый» (от 1 до 60 поездок) и покупаемых у водителя билетов изумрудного цвета ТАТ (на 1 поездку) и проездных (на 4 и 40 поездок).

### Метро
В январе и феврале 2016 года в округе открылись первые станции метро — «Румянцево» и «Саларьево» Сокольнической линии. 30 августа 2018 года открылся участок «Раменки» — «Рассказовка» Солнцевской линии (на территории округа находится станция «Рассказовка» и частично — станция «Говорово»). 20 июня 2019 открылся полностью проходящий по территории округа участок Сокольнической линии «Саларьево» — «Новомосковская».
В планах продлить Сокольническую линию ещё на одну станцию — «Потапово» («Новомосковская»). Также идёт подготовка к строительству новой Троицкой линии от улицы Новаторов вдоль Калужского шоссе в направлении Троицка.
Всего до 2035 года в Троицком и Новомосковском округах планируют построить 33 станции метро.

### Развитие дорожной сети
После присоединения новых территорий к Москве в созданных Новомосковском и Троицком округах ведётся интенсивное дорожное строительство. К числу реализованных, находящихся на этапе реализации либо проектируемых на ближайшее будущее (до 2020 года) проектов можно отметить реконструкцию Калужского шоссе и одного из участков Варшавского шоссе, создание и реконструкцию ряд дорог-перемычек (дорога Солнцево — Бутово — Варшавское шоссе, соединение Киевского шоссе с Калужским через улицу Адмирала Корнилова и Киевского с Боровским через деревню Рассказовка, улица Александры Монаховой в Коммунарке) и ряд других, а также несколько путепроводов (в Кокошкино и Крёкшино на Киевском направлении железной дороги, в Щербинке на Курском).